# Oblast Moskau
Koordinaten: 55° 30′ N, 37° 48′ O

Karte der Oblast (Rajoneinteilung)

Die Oblast Moskau (russisch Моско́вская о́бласть/Moskowskaja oblast; umgangssprachlich oder halboffiziell auch Подмоско́вье/Podmoskowje) ist eine Oblast im Föderationskreis Zentralrussland. Sie umfasst den dicht besiedelten und wirtschaftlich gut entwickelten Großraum Moskau. Die Stadt Moskau ist Verwaltungssitz der Oblast, gehört allerdings verwaltungstechnisch nicht dazu, sondern stellt ein eigenes Föderationssubjekt dar.

## Geographie
Die Region liegt im fruchtbaren Becken der Flüsse Wolga, Oka, Kljasma und Moskwa. Im Norden und Westen der Oblast liegt der Moskauer Höhenrücken, der mit dem Klin-Dmitrower Höhenzug bis zu 310 m Höhe erreicht. Im Osten und Südosten befindet sich die Tiefebene Meschtschora. Im Südwesten liegt die Mittelrussische Platte.
Auf dem Territorium der Oblast Moskau gibt es über 300 größere Flüsse, aber nur die Wolga, die Oka und die Moskwa sind schiffbar. Die Moskwa durchfließt die Oblast von West nach Ost und mündet im Süden der Oblast in die Oka, die den Südteil des Gebiets durchfließt. Insgesamt gibt es rund 350 Seen, allerdings sind alle seicht. Viele von ihnen sind in der Eiszeit entstanden. Die größten natürlichen Seen der Oblast Moskau sind der Dubowojesee mit einer Fläche von 12 km², der Swjatojesee (11,8 km²) und der Seneschsee (8,5 km²). Größer sind einige Stauseen, wie der 33,6 km² große Istrinskoje-Stausee an der Moskwa; der über 300 km² große Iwankowoer Stausee der Wolga, auch „Moskauer Meer“ genannt, reicht von der nördlich benachbarten Oblast Twer zu einem kleinen Teil in die Oblast Moskau hinein. In der Oblast gibt es viele Sümpfe; besonders zahlreich sind sie in der Meschtschora- und der Werchnewolschskaja-Tiefebene. Rund die Hälfte des Gebiets ist mit Wald bedeckt. Am häufigsten kommen hier Fichten, Kiefern und Birken vor.
Charakteristisch für die Tierwelt der Oblast Moskau sind Rotfuchs, Dachs, Eichhörnchen, Wildschwein, Elch, Feldhase und Igel. Über 170 Vogelarten sind heimisch, darunter verschiedene Spechte und Drosseln, Gimpel, Sprosser („Nachtigall“), Weißstorch und Graureiher. In den Gewässern der Moskauer Oblast gibt es Kaulbarsche, Karauschen, Karpfen, Brachsen, Plötzen, Zander und Hechte. Das Gebiet ist reich an Insektenarten. Allein von den Bienen gibt es über 300 Arten.
Die Oblast Moskau verfügt über verschiedene Bodenschätze, überwiegend Baustoffe. Hochwertige Sande finden im Bauwesen und Quarzsande in der Glasindustrie Anwendung. Auch Ton- und Lehmlagerstätten sind zahlreich. Die Gegend um Moskau ist für ihren Kalkstein bekannt. Bei Moskau gibt es auch Torflager. Im Gebiet wurden zahlreiche Mineralquellen erschlossen.

## Geschichte
Vor dem 9. Jahrhundert besiedelten hauptsächlich finno-ugrische Stämme das Stromgebiet der Moskwa und die angrenzenden Landschaften. Die Slawen haben erst im 10. Jahrhundert mit der aktiven Erschließung dieser Gegend begonnen.
Zu Mitte des 12. Jahrhunderts wurde das Territorium des heutigen Moskauer Oblast dem Fürstentum Wladimir-Susdal angegliedert. Gleichzeitig wurden Städte wie Wolokolamsk, Moskau, Swenigorod, Dmitrow gegründet. In der ersten Hälfte des 13. Jahrhunderts wurde das gesamte Gebiet im Zuge der Mongolischen Invasion der Rus verwüstet. Ab dem 13. Jahrhundert gehörte die Gegend um Moskau bereits zum Fürstentum Moskau. In der zweiten Hälfte des 15. Jahrhunderts wurde das Großfürstentum Moskau zum Kernstück des sich herausbildenden zentralisierten russischen Staates.
Seit 1708 gehörte das Gebiet zum von Peter I. gegründeten Gouvernement Moskau. Vom 18. bis 19. Jahrhundert erlebte die Leichtindustrie, insbesondere die Textilindustrie einen Aufschwung. Ihre wichtigen Zentren waren Bogorodsk, Pawlowski Possad und Orechowo-Sujewo. 1851 wurde auf dem Territorium des Moskauer Gouvernements die erste Eisenbahnlinie verlegt, die Moskau mit St. Petersburg verband, und 1862 wurde die Bahnstrecke nach Nischni Nowgorod in Betrieb genommen.
Die Oblast Moskau wurde auf Beschluss des WZIK vom 14. Januar 1929, zunächst unter dem Namen Zentrale Industrie-Oblast, als Teil der Russischen SFSR der Sowjetunion gegründet. Sie wurde aus den Gouvernements Moskau, Rjasan, Tula und Twer gebildet. Am 3. Juni 1929 erfolgte schließlich die Umbenennung in den heutigen Namen.
Mehrmals wurden aus Teilen der Oblast Moskau neue Oblaste gebildet: am 29. Januar 1935 die Oblast Kalinin, am 26. September 1937 die Oblast Rjasan und die Oblast Tula, am 5. Juli 1944 die Oblast Kaluga und am 14. August 1944 die Oblast Wladimir.
Nach dem deutschen Überfall auf die Sowjetunion im Zweiten Weltkrieg wurden 1941 alle Industriewerke und die wichtigsten Betriebe der Oblast Moskau weit in das Hinterland verlegt. 1934, 1956 und 1966 erhielt die Oblast den Leninorden.
Bei der Schaffung der Föderationskreise 2000 wurde die Oblast in den Föderationsbezirk Zentralrussland eingegliedert.
Am 1. Juli 2012 musste die Moskauer Oblast zwei Regionen im Rahmen der Hauptstadterweiterung an die Stadt Moskau abtreten. Die Ringform der Moskau umgebenden Oblast wurde damit durch die Hauptstadterweiterung in Richtung Südwesten unterbrochen.
Schon einige Monate vorher am 11. Mai 2012 war der bisherige Katastrophenminister Sergei Schoigu zum Gouverneur der Oblast Moskau ernannt worden. Er amtierte nur wenige Monate, bis er am 6. November 2012 zum Verteidigungsminister ernannt wurde. Zwei Tage später am 8. November ernannte der russische Präsident Wladimir Putin den Vizepräsidenten der Staatsduma und Vorsitzenden der Duma-Fraktion „Einiges Russland“, Andrei Worobjow, zum amtierenden Gouverneur der Oblast Moskau. Bei den folgenden Regionalwahlen im September 2013 wurde er im Amt bestätigt.

## Wirtschaft
Bis zum Anfang des 20. Jahrhunderts dominierte die Textilindustrie; heute gehören zu den wichtigsten Wirtschaftszweigen der Maschinenbau, die Metallverarbeitung, die chemische Industrie, die Baustoffindustrie sowie Leichtindustrie als der älteste Industriezweig dieser Region. Auf dem Territorium der Oblast Moskau werden auch ausländische Investitionsprojekte umgesetzt.
Zurzeit rangiert die Oblast Moskauer Gebiet in der Wertschöpfung an der zweiten Stelle unter den Regionen Russlands (ohne St. Petersburg und Moskau).

## Bildung und Wissenschaft
Viele wichtige russische Forschungseinrichtungen haben ihren Sitz in der Oblast. Gemessen an seinem wissenschaftlichen Bedeutung steht die Oblast Moskau nur hinter Moskau und St. Petersburg zurück. Bereits in den 1930er und 1940er Jahren entstanden auf dem Territorium Wissenschaftsstädte. Im August 2008 wurde die Stadt Protwino zur Wissenschaftsstadt erhoben.

## Städte
In der Oblast gibt es 74 Städte und 65 Siedlungen städtischen Typs, davon sind eine Stadt und vier städtische Siedlungen „geschlossene“ (SATO). Fast 20 der Städte sind Großstädte mit mehr als 100.000 Einwohnern, darunter das zum Goldenen Ring gehörende Tourismuszentrum Sergijew Possad und eine Reihe bedeutender Industriestandorte. 2015 wurden die beiden benachbarten Großstädte Schelesnodoroschny und Balaschicha zusammengeschlossen.
Sowohl die Gesamtanzahl der Städte als auch die Zahl der Großstädte ist mit Abstand die größte für ein Föderationssubjekt Russlands. Die meisten Städte liegen im näheren Umkreis der Hauptstadt Moskau und bilden zusammen mit dieser die mit etwa 15 Millionen Einwohnern bevölkerungsreichste Agglomeration Russlands.
| Name            | Russisch      | Einwohner (14. Oktober 2010) |
| --------------- | ------------- | ---------------------------- |
| Balaschicha     | Балашиха      | 215.494                      |
| Chimki          | Химки         | 207.425                      |
| Podolsk         | Подольск      | 187.961                      |
| Koroljow        | Королёв       | 183.402                      |
| Mytischtschi    | Мытищи        | 173.160                      |
| Ljuberzy        | Люберцы       | 172.525                      |
| Elektrostal     | Электросталь  | 155.196                      |
| Kolomna         | Коломна       | 144.589                      |
| Odinzowo        | Одинцово      | 138.930                      |
| Serpuchow       | Серпухов      | 127.041                      |
| Orechowo-Sujewo | Орехово-Зуево | 120.670                      |
| Krasnogorsk     | Красногорск   | 116.896                      |
| Sergijew Possad | Сергиев Посад | 111.179                      |
| Schtscholkowo   | Щёлково       | 110.411                      |
| Schukowski      | Жуковский     | 104.736                      |
| Puschkino       | Пушкино       | 102.874                      |
| Noginsk         | Ногинск       | 100.072                      |

## Verwaltungsgliederung
Die Oblast Moskau gliedert sich in 29 Rajons und 39 Stadtkreise, davon 5 „geschlossene“ Städte und Siedlungen (SATO). Zwei weitere zuvor existierende Stadtkreise, Schtscherbinka und Troizk, wurden zum 1. Juli 2012 an die Stadt Moskau angeschlossen, ebenso größere Teile der Rajons Leninski, Naro-Fominski und Podolski. Diese Gebiete bilden die neuen Moskauer Verwaltungsbezirke Nowomoskowski und Troizk.

## Sport
Der Oblast Moskau war Eigentümer des Zweitliga-Fußballvereins Saturn Ramenskoje, der offiziell daher auch FK Saturn Moskowskaja Oblast hieß. Am 30. Dezember 2010 traf die Regierung der Oblast Moskau jedoch die Entscheidung, den Verein zu liquidieren.